# Axel Krefting
Axel Karelius Krefting, född 25 februari 1859 i Trondheim, död 18 oktober 1932 i Oslo, var en norsk ingenjör och socialpolitiker.
Krefting genomgick Trondheims tekniska skola och studerade sedan i Tyskland och Storbritannien, främst kemi. I sitt arbete Nøitrale saltes medvirken ved metallers oxydation (i "Skrifter udg. af Videnskabsselskabet i Christiania", 1893) framställde han en praktisk metod för att konservera och från rost befria gamla järnföremål, vilken fick stor användning i museer.
Krefting företog även undersökningar om Laminaria-arterna och framställde av dem limämnet "Norgin" för användning inom appreturindustrin. Han var 1884–91 lärare vid tekniska skolorna i Kristiania och Trondheim och vid Ås lantbruksskola samt 1894–1907 redaktör av "Norsk tidsskrift for haandverk og industri" och sekreterare i Fællesforeningen for haandverk og industri; 1902–04 var han fackredaktör för "Teknisk ukeblad".
Krefting medverkade 1900 vid tillkomsten av Norsk Arbeidsgiverforening och var många år dess sekreterare, sedermera byråföreståndare, och ledande man; 1918 blev han föreningens konsulent. Dessutom var han ordförande 1904–08 i Polyteknisk Forening, 1906–08 i Norges næringsraad och 1921–22 i Norsk Kemisk Selskap. Han tog initiativ till bildandet av ett politiskt näringsparti i Kristiania och var 1906–08 ledamot av dess styrelse. År 1916 var han ledamot av kommittén för revision av arbetarskyddslagstiftningen. Samma år upprättade han i Bretagne och på Jæren fabriker för förädling av havstång.